# Village People
Village People je disko glasbena skupina, ki so jo leta 1977 ustanovili v Združenih državah Amerike in je postala znana zaradi svojih kostumov, ki uprizarjajo ameriške kulturne stereotipe, pa tudi zaradi njihovih pomenljivih besedil in znanih melodij.
Na začetku je bila ciljno občinstvo te skupine homoseksualna skupnost v disko klubih.

## Zgodovina

### 1977–1979
Glasbeno skupino je ustvaril francoski skladatelj Jacques Morali, ki je napisal nekaj plesnih skladb in igralcu ter pevcu Victorju Willisu naročil, naj posname demo posnetke zanje. Nato je Jacques Morali pristopil do Victorja Willisa in mu dejal: »Sanjal sem, da si pel glavne vokale na mojem albumu in da je album postal zelo, zelo uspešen.« Zato se je Victor Willis strinjal, da z njim posname prvi album, naslovljen Village People.
Album je postal zelo uspešen in kmalu zatem so pesmi s slednjega pričeli izvajati v živo. Jacques Morali je skupaj s svojim poslovnim partnerjem Henrijem Belolom (ki je takrat delal za organizacijo Can't Stop Productions) ob Victorju Willisu postavil skrbno načrtovano skupino plesalcev, s katerimi je pričel nastopati v nočnih klubih, enkrat pa se je pojavil tudi v oddaji Dicka Clarka, naslovljeni American Bandstand. Ko je album Village People postal še uspešnejši, so se Jacques Morali, Henri Belolo in Victor Willis odločili ustanoviti »skupino«. V neki glasbeni reviji so objavili oglas: »Iščemo mačo tipe: morajo plesati in imeti brke.«
Prvi od moških, ki so ga izbrali za enega od članov skupine, je bil Felipe Rose (Indijanec). Slednjega je Jacques Morali spoznal na ulicah Greenwich Village. Felipe Rose je delal kot natakar in moral kot del svoje uniforme nositi kraguljčke na svojih škornjih. Povabili so ga na prvo snemalno sejo albuma. Alex Briley (ki je začel kot atlet in nazadnje postal vojak v skupini) je bil prijatelj Victorja Willisa. Nato so se jim pridružili še Mark Mussler (delavec), Dave Forrest (kavboj), Lee Mouton (motorist) ter Peter Whitehead (eden od prvih tekstopiscev za skupino) in se pojavili v oddaji American Bandstand ter posneli videospot za svojo prvo uspešnico, »San Francisco (You Got Me)«. Slednje so nato zamenjali David Hodo, Randy Jones in Glenn Hughes, ki so bili kot igralci, pevci in plesalci bolj izkušeni. Glenna Hughesa so opazili kot zbiralca cestnin v tunelu Brooklyn-Battery.
Ker Jacques Morali ni znal angleško, so za pisanje pesmi za prvi album glasbene skupine najeli tekstopisca Phila Hurtta in Petra Whiteheada. Kakorkoli že, največje uspešnice, kot so pesmi »Y.M.C.A.«, »Macho Man«, »Go West« in »In the Navy« skupine je napisal Victor Willis, ki je napisal tudi pesmi za druge člane glasbene založbe Can't Stop Productions, kot sta Ritchie Family in Patrick Juvet. Tudi Gypsy Lane (glasbena skupina, ki spremlja Village People) in njihov dirigent, Horace Ott, so za Jacquesa Moralija, ki ni igral nobenega inštrumenta, napisali glasbeno podlago za njihove pesmi.
Ime glasbene skupine se nanaša na Greenwich Villageu, kjer je v času ustanovitve glasbene skupine živela ogromna populacija homoseksualcev. Jacques Morali in Henri Belolo sta se odločila, da bosta ustanovila skupino na podlagi stereotipov o homoseksualcih iz Greenwich Villagea, ki naj bi se pogosto nenavadno oblačili.
S pesmijo »Macho Man« je glasbena skupina pritegnila pozornost na tržišču, njihova naslednja pesem, »Y.M.C.A.« (1978), pa je postala ena od največjih uspešnic v sedemdesetih.
Leta 1979 je ameriška vojska odločila, da bo njihovo pesem »In the Navy« uporabila v svoji radijski in televizijski kampanji. Henri Belolo jim je obljubil, da pesem v kampanji lahko uporabijo in jim avtorske pravice prodal zastonj, vendar le pod pogojem, da jim ameriška vojska pomaga pri snemanju videospota za pesem. Vojska jim je omogočila vstop v svojo vojaško bazo v San Diegu in jim dopustila snemanje na letalonosilki USS Reasoner (FF-1063) in na mnogih drugih zračnih plovilih, v videospotu pa so se pojavili tudi člani posadke mnogih letal. Ameriška vojska se je kmalu odločila odpovedati kampanjo.
Glasbena skupina je bila na vrhuncu svoje slave leta 1979, ko se je večkrat pojavila v oddaji The Merv Griffin Show in skupaj z Bobom Hopeom odpotovala na turnejo, v sklopu katere je zabavala razne skupine ameriške vojske. 19. aprila 1979 so bili vključeni na naslovnico 289. številke revije Rolling Stone. Ob koncu mednarodne turneje leta 1979 je Victor Willis zapustil skupino in kmalu zatem je skupina pričela postajati tudi manj in manj popularna.

### 1980–1985
Ray Simpson, brat Valerie Simpson (iz skupine Ashford & Simpson), je nadomestil Victorja Willisa pri snemanju filma o glasbeni skupini, naslovljenega Can't Stop the Music, za katerega so pričakovali, da bo izredno uspešen in ki ga je režirala Nancy Walker, napisala Allan Carr in Bronte Woodard, glasbeno opremil Jacques Morali (čeprav so vključili tudi nekaj pesmi z albumov Milkshake in Magic Night, ki jih je napisal Victor Willis), v njem pa so poleg skupine Village People zaigrali še Steve Guttenberg, Valerie Perrine, Jean-Claude Billmaer in Bruce Jenner. Kakorkoli že, ko je film izšel, disko glasba že ni bila več tako uspešna in film je na podelitvi zlatih malin marca leta 1981 prejel nagrado v kategoriji za »najslabši film« in »najslabši scenarij«, nominiran pa je bil v skoraj vseh kategorijah. Kljub temu je pesem »Can't Stop the Music« postala klubska in radijska uspešnica. Vseeno pa je bila tudi pesem nominirana za zlato malino v kategoriji za »najslabšo pesem« in ker ne pesem ne album, preko katerega so pesem izdali, nista prejela zlate certifikacije, sta oba postala ena od najslabših del skupine Village People. Prisoundtracku filma je sodeloval tudi »David London« (psevdonim za Dennisa »Fergieja« Frederiksena), ki je kasneje postal glavni pevec skupine Toto in eden od pomembnejših glasbenikov, ki so sodelovali pri naslednjem albumu skupine Village People. Film sam je sicer kasneje postal kultna klasika in eden od najljubših filmov oboževalcev glasbene skupine povsod po svetu.
22. novembra 1980 so glasbeno skupino vključili v epizodo televizijske oddaje Love Boat (sedmo epizodo četrte sezone), naslovljeno »Secretary to the Stars/Julie's Decision/The Horse Lover/Gopher and Isaac Buy a Horse«. Ob koncu leta 1980 je kavboj Randy Jones zapustil skupino; nadomestili so ga z Jeffom Olsonom.
Leta 1981 je popularnost disko glasbe upadla in nadomestila jo je new wave glasba, zato je glasbena skupina Village People zamenjala svoje kostume z novimi, drugačnimi oblekami, ki jih je navdihnila new wave glasba, izdali pa so tudi nov album, Renaissance. Album je naletel na zelo majhen odziv, večinoma negativen, in nobena od pesmi, izdanih preko njega, ni postala uspešnica.
Victor Willis se je pozno leta 1981 za kratek čas vrnil v skupino za album Fox on the Box, ki so ga leta 1982 izdali le v Evropi; leta 1983 so ga v omejeni izdaji izdali še v Združenih državah Amerike pod imenom In the Street. Miles Jaye je leta 1983 za kratek čas prevzel mesto Rayja Simpsona kot glavni pevec in sodeloval pri nekaj dodatnih pesmih z albuma In the Street. Mark Lee je leta 1982 za kratek čas nadomestil Davida Hoda.
Njihov zadnji album, Sex Over the Phone, je bil sestavljen iz novega gradiva, ki je vključevalo elemente plesne in hi-NRG glasbe. Album sicer komercialno ni bil najuspešnejši, vendar je bil bolj uspešen kot njegov predhodnik, Renaissance. Glavni singl z albuma so ob izidu prepovedali predvajati preko BBC-jevih radijev zaradi njihove vsebine - umazanih telefonskih klicev. V zadnjih letih je pesem »Sex Over the Phone« postala kultna klasika. Revija Associated Press je pesem »Sex Over the Phone« označila za »'državljana Kane' videospotov«. Album Sex je vključeval tudi novega pevca glasbene skupine, Rayja Stephensa (ki je zaslovel s petjem tematske pesmi za otroško televizijsko serijo The Great Space Coaster). Py Douglas je leta 1985 na nekaterih nastopih v živo nadomestil slednjega.
Leta 1985 si je glasbena skupina vzela premor, a so se leta 1987 ponovno združili. Takrat so skupino sestavljali Randy Jones, David Hodo, Felipe Rose, Glenn Hughes, Alex Briley in Ray Simpson.
Od leta 1988 dalje skupina nima več najetega menedžerja in deluej pod imenom Sixuvus Ltd. 

### 1990 - danes
- 15. november 1991: ustanovitelj skupine Village People, Jacques Morali, umre zaradi AIDS-a v Parizu, Francija.
- 1993: skupina se pojavi v uspešni televizijski seriji Družina za umret, natančneje v epizodi z naslovom »Take My Wife, Please«.
- 1994: skupina Village People se pridruži nemškemu državnemu nogometnemu moštvu pri petju pesmi »Far Away in America«, himne svetovnega prvenstva v nogometu 1994.
- 1994: kavboj Randy Jones zapoje del Grega Bradyja punk pesmi glasbene skupine The Brady Bunch, »Time to Change«.
- 1995: Eric Anzalone nadomesti Glenna Hughesa kot motorist.
- 1996: skupina Village People se poleg Kelseyja Grammerja, Roba Schneiderja in ostale igralske zasedbe pojavi v filmu Down Periscope.
- 2000: glasbena skupina izda nov album, naslovljen Amazing Veepers.
- 2001: Felipe Rose se kot on sam pojavi v oddaji To Tell the Truth.
- 4. marec 2001: član originalne zasedbe glasbene skupine Glenn Hughes (motorist) v New York Cityju umre zaradi pljučnega raka.[9]
- 2004: glasbena skupina Village People je pričela nastopati kot spremljevalni akt na Cherini turneji Farewell Tour, kjer je nastopala vse do konca turneje aprila 2005. S turnejo je tako glasbena skupina kot Cher požela veliko uspeha.
- 7. maj 2004: član originalne zasedbe glasbene skupine, kavboj Randy Jones, se poroči s svojim fantom Willom Grego, s katerim je hodil dvajset let.[10]
- Poletje 2004: glasbena skupina Village People nastopi pred centrom Lincoln v živo.
- 4. september 2006: glasbena skupina Village People nastopi na prireditvi Jerryja Lewisa, MDA Telethon.
- 31. avgust 2007: Victor Willis po osemindvajsetih letih prvič nastopi v Las Vegasu.
- 23. oktober 2007: skupina Village People nastopi v NBC-jevi oddaji The Singing Bee.
- 17. november 2007: Victor Willis se poroči s svojo dolgoletno partnerico, odvetnico in producentko Karen.
- 15. julij 2008: na bejzbolski tekmi na stadionu Yankee skupina Village People skupaj z Yankeeji med premorom izvede pesem »Y.M.C.A.«
- 12. september 2008: skupina Village People prejme svojo zvezdo na Hollywood Walk of Fame.
- 3. september 2010: glasbena skupina Village People nastopi na ameriškem glasbenem festivalu na Virginia Beach, Virginia.
- 8. maj 2012: Victor Willis zmaga v primeru o zakonu o avtorskih pravicah, sprejetem leta 1976, ki izvajalcem in piscem omogoča, da avtorske pravice uveljavljajo tudi 35 let po tem, ko je pesem že izšla, čeprav je njihova založba njihova dela prodala drugim.[11]

## Vpliv na kulturo
Zaradi lahke prepoznavnosti so like glasbene skupine Village People pogosto oponašali v raznih filmih, televizijskih serijah, video igrah in videospotih. Mnogi glasbeniki so posneli lastne različice njihovih pesmi. Stereotipične moške like, posebej motorista z brki, so v pop kulturi od vzpona glasbene skupine povezujejo s homoseksualno kulturo in pesem »Y.M.C.A.« velja za nekakšno himno homoseksualne skupnosti.
Pesem »In the Navy« so vključili v epizodo oddaje Muppetki in oddaje Simpsonovi.
V filmu Wayne's World 2 se Wayne skupaj s prijatelji zakrinka, da bi lahko zasledoval svoje dekle; Wayne se obleče v delavca, Garth v policista, Neil v motorista, Terry pa v mornarja. Nato jih pričnejo ljudje loviti in nazadnje končajo na odru v nekem gejevskem baru, kjer njihova naključna podobnost s skupino Village People takoj pade v oči DJ-ju, ki prične vrteti pesem »YMCA«.
V eni od epizod serije Družina za umret se Peg obleče v Indijanko, Kelly, Buda in Jeffresona pa prepriča, da se oblečeta v mornarko, delavca in motorista. Skupaj nato želijo poživiti Marcyjino dolgočasno zabavo za noč čarovnic, vendar so lahko peli le na pesem »Y.M.C.A.«, ker je bila plošča s to pesmijo edino delo glasbene skupine, ki ga je Marcy imela v hiši. Ko se v hiši prikaže prava zasedba skupine Village People, se njihov nastop prične s pesmijo »Y.M.C.A.«, zaradi česar jih zgrožene ženske, ki jim je bilo slabo, prično obmetavati s toaletnim papirjem.
Leta 1995 so zasedbo glasbene skupine Village People vključili tudi v CGI-jevo animirano serijo ReBoot kot glasbeno skupino Small Town Binomes, ki prepeva pesem »BSnP« (parodija na pesem »Y.M.C.A.«). Opazi se jih v epizodi »Talent Night« in vsakega od članov glasbene skupine so oblikovali po individualnem članu skupine Village People.
Leta 2006 so glasbeno skupino Village People omenili v televizijski seriji Oh, ta sedemdeseta, natančneje v epizodi »We Will Rock You«. Ko Jackie in Fez poveta, da jima je všeč disko glasba, jima Steven Hyde pove, da bo priredil zabavo z naslovom »Disko je zanič« in na njej sežgal vse disko CD-je.

## Diskografija

### Albumi
| Leto | Album                | Dosežki                 | Dosežki                       | Dosežki             | Certifikacije                                                                              |
| Leto | Album                | Združene države Amerike | Združene države Amerike - R&B | Združeno kraljestvo | Certifikacije                                                                              |
| ---- | -------------------- | ----------------------- | ----------------------------- | ------------------- | ------------------------------------------------------------------------------------------ |
| 1977 | Village People       | 54                      | 36                            | -                   | - Združene države Amerike: zlata - Kanada: platinasta                                      |
| 1978 | Macho Man            | 24                      | 31                            | -                   | - Združene države Amerike: platinasta - Kanada: 3× platinasta                              |
| 1978 | Cruisin'             | 3                       | 5                             | 24                  | - Združene države Amerike: platinasta - Kanada: 4× platinasta                              |
| 1979 | Go West              | 8                       | 14                            | 14                  | - Združene države Amerike: platinasta - Kanada: 3× platinasta - Združeno kraljestvo: zlata |
| 1979 | Live and Sleazy      | 32                      | 57                            | -                   | - Združene države Amerike: zlata - Kanada: platinasta                                      |
| 1980 | Can't Stop the Music | 47                      | -                             | 9                   |                                                                                            |
| 1981 | Renaissance          | 138                     | -                             | -                   |                                                                                            |
| 1982 | Fox on the Box       | -                       | -                             | \|                  |                                                                                            |
| 1983 | In the Street        | -                       | -                             | -                   |                                                                                            |
| 1985 | Sex Over the Phone   | -                       | -                             | -                   |                                                                                            |

### Kompilacije in ostali albumi
- Live: Seoul Song Festival (1984)
- Greatest Hits (1988)
- Greatest Hits '89 Remixes (1989)
- The Best of Village People (1994)
- The Very Best Of (1998)
- 20th Century Masters, The Millennium Collection ... The Best of Village People (2001)

### Singli
| Leto | Singl                           | Dosežki                 | Dosežki                       | Dosežki    | Dosežki | Dosežki             | Album                |
| Leto | Singl                           | Združene države Amerike | Združene države Amerike disko | Avstralija | Kanada  | Združeno kraljestvo | Album                |
| ---- | ------------------------------- | ----------------------- | ----------------------------- | ---------- | ------- | ------------------- | -------------------- |
| 1977 | »San Francisco (You've Got Me)« | 102                     | —                             | 15         | —       | 45                  | Village People       |
| 1977 | »Village People«                | —                       | —                             | —          | —       | —                   | Village People       |
| 1978 | »I Am What I Am«                | —                       | —                             | —          | —       | —                   | Macho Man            |
| 1978 | »Macho Man«                     | 25                      | 4                             | 3          | 16      | —                   | Macho Man            |
| 1978 | »Y.M.C.A.«                      | 2                       | 2                             | 1          | 1       | 1                   | Cruisin'             |
| 1979 | »In the Navy«                   | 3                       | 14                            | 7          | 1       | 2                   | Go West              |
| 1979 | »Go West«                       | 45                      | 14                            | —          | 41      | 15                  | Go West              |
| 1979 | »Ready for the 80's«            | 52                      | 26                            | —          | —       | —                   | Live and Sleazy      |
| 1979 | »Sleazy«                        | —                       | 26                            | —          | 87      | —                   | Live and Sleazy      |
| 1980 | »Can't Stop the Music«          | —                       | 27                            | 1          | —       | 11                  | Can't Stop the Music |
| 1980 | »Magic Night«                   | —                       | —                             | 88         | —       | —                   | Can't Stop the Music |
| 1981 | »Do You Wanna Spend the Night«  | —                       | —                             | 48         | —       | —                   | Renaissance          |
| 1981 | »5 O'Clock in the Morning«      | —                       | —                             | —          | —       | —                   | Renaissance          |
| 1985 | »Sex Over the Phone«            | —                       | —                             | —          | —       | 59                  | Sex Over the Phone   |
| 1985 | »New York City«                 | —                       | —                             | —          | —       | 97                  | Sex Over the Phone   |
| 1989 | »Livin' in the Wildlife«        | —                       | —                             | —          | —       | —                   | Singles only         |
| 1994 | »Far Away in America«           | —                       | —                             | —          | —       | —                   | Singles only         |

## Člani
| Leto         | Policist                   | Indijanec   | Vojak / mornar | Delavec      | Kavboj        | Motorist      |
| ------------ | -------------------------- | ----------- | -------------- | ------------ | ------------- | ------------- |
| 1977         | Victor Willis              | Felipe Rose | Alex Briley    | Mark Mussler | Dave Forrest  | Lee Mouton    |
| 1978–1980    | Victor Willis              | Felipe Rose | Alex Briley    | David Hodo   | Randy Jones   | Glenn Hughes  |
| 1980–1982    | Ray Simpson                | Felipe Rose | Alex Briley    | David Hodo   | G. Jeff Olson | Glenn Hughes  |
| 1982–1983    | Ray Simpson; Victor Willis | Felipe Rose | Alex Briley    | Mark Lee     | G. Jeff Olson | Glenn Hughes  |
| 1983–1984    | Miles Jaye                 | Felipe Rose | Alex Briley    | Mark Lee     | G. Jeff Olson | Glenn Hughes  |
| 1985         | Ray Stephens               | Felipe Rose | Alex Briley    | Mark Lee     | G. Jeff Olson | Glenn Hughes  |
| 1986         | Premor                     | Premor      | Premor         | Premor       | Premor        | Premor        |
| 1987–1991    | Ray Simpson                | Felipe Rose | Alex Briley    | David Hodo   | Randy Jones   | Glenn Hughes  |
| 1991–1995    | Ray Simpson                | Felipe Rose | Alex Briley    | David Hodo   | G. Jeff Olson | Glenn Hughes  |
| 1995 - danes | Ray Simpson                | Felipe Rose | Alex Briley    | David Hodo   | G. Jeff Olson | Eric Anzalone |

### Začasni člani
- Peter Whitehead, ki je sodeloval pri pisanju prvih pesmi glasbene skupine, je leta 1977 nekajkrat bežno nastopal s skupino.
- Py Douglas je za kratek čas med evropsko turnejo leta 1985 na televizijskih pojavih nekajkrat nadomeščal Rayja Stephensa.
- Alec Timerman je ob določenih priložnostih med letoma 2001 in 2003 nadomestil Alexa Brileyja.
- Bill Whitefield je nadomestil Davida Hoda na nekaterih koncertih v letih 2002, 2003 in 2012.
- Tudi Richard Montoya je leta 2008 včasih nadomeščal Davida Hoda.
- Angel Morales je v letih 2008 in 2009 občasno nadomestil Felipeja Rosea.